# Savona Foot-Ball Club 1982-1983
Questa voce raccoglie le informazioni riguardanti il Savona Foot-Ball Club nelle competizioni ufficiali della stagione 1982-1983.

## Stagione
Nella stagione 1982-1983 il Savona disputò il quinto campionato di Serie C2 della sua storia.

## Divise e sponsor
Lo sponsor ufficiale per la stagione 1982-1983 fu Kennedy Elettrodomestici.
| 1ª divisa |

## Organigramma societario
Area direttiva
- Presidente: Luigi Leo Capello
- Vicepresidente: Werner Rivaroli
- Segretario: Gaetano Chiarenza

Area tecnica
- Direttore sportivo: Santino Ciceri
- Allenatore: Piero Cucchi, poi dal 28 ottobre 1982 Ezio Caboni[2]

## Rosa
| N. |                   | Ruolo | Calciatore              |
| -- | ----------------- | ----- | ----------------------- |
|    | Italia (bandiera) | P     | Giordano Negretti       |
|    | Italia (bandiera) | P     | Giuseppe Ridolfi        |
|    | Italia (bandiera) | D     | Renato Dainese          |
|    | Italia (bandiera) | D     | Vito Parente            |
|    | Italia (bandiera) | D     | Massimiliano Scannerini |
|    | Italia (bandiera) | D     | Claudio Tori            |
|    | Italia (bandiera) | D     | Domenico Tumelero       |
|    | Italia (bandiera) | C     | Giorgio Enzo            |
|    | Italia (bandiera) | C     | Antonio Galasso         |
|    | Italia (bandiera) | C     | Maurizio Manieri        |

| N. |                   | Ruolo | Calciatore        |
| -- | ----------------- | ----- | ----------------- |
|    | Italia (bandiera) | C     | Enrico Marini     |
|    | Italia (bandiera) | C     | Simone Piovanelli |
|    | Italia (bandiera) | C     | Fabio Rolando     |
|    | Italia (bandiera) | C     | Alessandro Turini |
|    | Italia (bandiera) | C     | Ennio Vianello    |
|    | Italia (bandiera) | C     | Oliviero Zorzetto |
|    | Italia (bandiera) | A     | Primo Luccini     |
|    | Italia (bandiera) | A     | Cesare Melillo    |
|    | Italia (bandiera) | A     | Carlo Petrini     |
|    | Italia (bandiera) | A     | Cosimo Sale       |

## Risultati

### Serie C2

#### Girone d'andata
| Arbitro: | Baldas (Trieste) |

|              |           |                  |
| Ramagini 87’ | Marcatori | 43’, 65’ Petrini |

| Arbitro: | Trillò (Milano) |

|           |           |  |
| Turini 1’ | Marcatori |  |

| Arbitro: | Tonon (Conegliano) |

|                      |           |  |
| Guerra 67’ Torti 89’ | Marcatori |  |

| Arbitro: | Calafiore (Brescia) |

|              |           |           |
| Zorzetto 86’ | Marcatori | 76’ Villa |

| Imperia 17 ottobre 1982 | Imperia             | 0 – 0 | Savona | Stadio Nino Ciccione\| Arbitro: \| Albertini (Voghera) \| |
| Arbitro:                | Albertini (Voghera) |       |        |                                                           |

| Arbitro: | Isola (Parma) |

|  |           |              |
|  | Marcatori | 57’ Di Staso |

| Arbitro: | Calabretta (Catanzaro) |

|  |           |             |
|  | Marcatori | 72’ Galasso |

| Arbitro: | Cesca (Latisana) |

|                        |           |  |
| Petrini 7’, 63’ (rig.) | Marcatori |  |

| Arbitro: | Ciaccio (Napoli) |

|                |           |  |
| Castriconi 88’ | Marcatori |  |

| Arbitro: | Busceti (Taurianova) |

|              |           |  |
| Olivetti 49’ | Marcatori |  |

| Arbitro: | Strada (Abbiategrasso) |

|             |           |  |
| Melillo 27’ | Marcatori |  |

| Arbitro: | Fiorenza (Siena) |

|             |           |              |
| Melillo 11’ | Marcatori | 20’ Demarcus |

| Arbitro: | Cesca (Latisana) |

|            |           |  |
| Vitale 11’ | Marcatori |  |

| Arbitro: | Scevola (Milano) |

|                      |           |            |
| Petrini 11’ Enzo 27’ | Marcatori | 24’ Donati |

| Arbitro: | Tedeschi (Bologna) |

|                         |           |              |
| Melillo 18’ Petrini 37’ | Marcatori | 57’ Fantozzi |

| Arbitro: | Calafiore (Brescia) |

|             |           |  |
| Carmassi 5’ | Marcatori |  |

| Arbitro: | D'Alascio (Pisa) |

|                                       |           |             |
| Marchese 48’ Bertuzzo 65’, 90’ (rig.) | Marcatori | 88’ Galasso |

#### Girone di ritorno
| Arbitro: | Collazuol (Belluno) |

|                        |           |  |
| Galasso 5’ Melillo 43’ | Marcatori |  |

| Arbitro: | Nicoletti (Agropoli) |

|  |           |                         |
|  | Marcatori | 11’ Galasso 58’ Melillo |

| Arbitro: | Padovan (Gorizia) |

|             |           |  |
| Molteni 38’ | Marcatori |  |

| Arbitro: | Baldacci (Torino) |

|                                |           |  |
| Dainese 70’ Petrini 72’ (rig.) | Marcatori |  |

| La Spezia 6 marzo 1983 | Spezia               | 0 – 0 | Savona | Stadio Alberto Picco\| Arbitro: \| Giacomotti (Voghera) \| |
| Arbitro:               | Giacomotti (Voghera) |       |        |                                                            |

| Arbitro: | Zambelli (Brescia) |

|             |           |  |
| Melillo 60’ | Marcatori |  |

| Arbitro: | Di Gennaro (Ercolano) |

|          |           |  |
| Paci 65’ | Marcatori |  |

| Arbitro: | Guidi (Bologna) |

|                        |           |                               |
| Turini 32’ Galasso 66’ | Marcatori | 45’ (rig.) Bizzotto 76’ Ricci |

| Arbitro: | Trillò (Milano) |

|                   |           |                |
| Turini 40’ (rig.) | Marcatori | 8’ (aut.) Tori |

| Arbitro: | Di Cola (Avezzano) |

|             |           |  |
| Melillo 43’ | Marcatori |  |

| Arbitro: | Vasselli (Roma) |

|               |           |  |
| Valentino 89’ | Marcatori |  |

| Arbitro: | Cesca (Latisana) |

|                        |           |  |
| Masoni 40’ Canessa 66’ | Marcatori |  |

| Savona 8 maggio 1983 | Savona             | 0 – 0 | Prato | Stadio Valerio Bacigalupo\| Arbitro: \| Felicani (Bologna) \| |
| Arbitro:             | Felicani (Bologna) |       |       |                                                               |

| Foligno 15 maggio 1983 | Foligno          | 0 – 0 | Savona | Campo de li Giochi\| Arbitro: \| Baldas (Trieste) \| |
| Arbitro:               | Baldas (Trieste) |       |        |                                                      |

| Arbitro: | Bettini (Forlì) |

|  |           |                     |
|  | Marcatori | 86’ (aut.) Zorzetto |

| Arbitro: | Calafiore (Brescia) |

|             |           |             |
| Bellomo 86’ | Marcatori | 20’ Galasso |

| Arbitro: | Grechi (Milano) |

|            |           |           |
| Turini 20’ | Marcatori | 80’ Picci |

### Coppa Italia di Serie C

#### Primo turno
| Arbitro: | Tarantola (Genova) |

|  |           |                       |
|  | Marcatori | 47’ Salari 83’ Oddone |

| Savona 25 agosto 1982                                                         | Savona    | 1 – 2                           | Sanremese | Stadio Valerio Bacigalupo |
| \| \| \| \| \| Luccini 48’ \| Marcatori \| 4’ (aut.) Tumelero 29’ Di Prete \| |           |                                 |           |                           |
|                                                                               |           |                                 |           |                           |
| Luccini 48’                                                                   | Marcatori | 4’ (aut.) Tumelero 29’ Di Prete |           |                           |

| Arbitro: | Rosati (Empoli) |

|              |           |  |
| Lestinge 73’ | Marcatori |  |

| Imperia 1º settembre 1982                                         | Imperia   | 2 – 1       | Savona | Stadio Nino Ciccione |
| \| \| \| \| \| Oddone 43’ Azzi 65’ \| Marcatori \| 24’ Luccini \| |           |             |        |                      |
|                                                                   |           |             |        |                      |
| Oddone 43’ Azzi 65’                                               | Marcatori | 24’ Luccini |        |                      |

| Sanremo 5 settembre 1982 | Sanremese | 0 – 0 | Savona | Stadio Comunale |

| Arbitro: | Cassi (Pisa) |

|                        |           |  |
| Petrini 4’, 53’ (rig.) | Marcatori |  |

## Statistiche

### Statistiche di squadra
| Competizione         | Punti | In casa | In casa | In casa | In casa | In casa | In casa | In trasferta | In trasferta | In trasferta | In trasferta | In trasferta | In trasferta | Totale | Totale | Totale | Totale | Totale | Totale | DR |
| Competizione         | Punti | G       | V       | N       | P       | Gf      | Gs      | G            | V            | N            | P            | Gf           | Gs           | G      | V      | N      | P      | Gf     | Gs     | DR |
| -------------------- | ----- | ------- | ------- | ------- | ------- | ------- | ------- | ------------ | ------------ | ------------ | ------------ | ------------ | ------------ | ------ | ------ | ------ | ------ | ------ | ------ | -- |
| Serie C2             | 34    | 17      | 9       | 6       | 2       | 20      | 10      | 17           | 3            | 4            | 10           | 7            | 16           | 34     | 12     | 10     | 12     | 27     | 26     | +1 |
| Coppa Italia Serie C |       | 3       | 1       | 0       | 2       | 3       | 4       | 3            | 0            | 1            | 2            | 1            | 3            | 6      | 1      | 1      | 4      | 4      | 7      | -3 |
| Totale               | -     | 20      | 10      | 6       | 4       | 23      | 14      | 20           | 3            | 5            | 12           | 8            | 19           | 40     | 13     | 11     | 16     | 31     | 33     | -2 |

### Statistiche dei giocatori[4]
| Giocatore     | Serie C2 | Serie C2 | Coppa Italia Serie C | Coppa Italia Serie C | Totale   | Totale |
| Giocatore     | Presenze | Reti     | Presenze             | Reti                 | Presenze | Reti   |
| ------------- | -------- | -------- | -------------------- | -------------------- | -------- | ------ |
| R. Dainese    | 27       | 1        | 6                    | 0                    | 33       | 1      |
| G. Enzo       | 25       | 1        | 1                    | 0                    | 26       | 1      |
| A. Galasso    | 29       | 6        | 5                    | 0                    | 34       | 6      |
| P. Luccini    | 2        | 0        | 5                    | 2                    | 7        | 2      |
| M. Manieri    | 24       | 0        | -                    | -                    | 24       | 0      |
| E. Marini     | 15       | 0        | 4                    | 0                    | 19       | 0      |
| C. Melillo    | 26       | 7        | -                    | -                    | 26       | 7      |
| G. Negretti   | 18       | -14      | -                    | -                    | 18       | -14    |
| V. Parente    | 34       | 0        | 6                    | 0                    | 40       | 0      |
| C. Petrini    | 26       | 7        | 6                    | 2                    | 32       | 9      |
| S. Piovanelli | 12       | 0        | 4                    | 0                    | 16       | 0      |
| G. Ridolfi    | 17       | -12      | 6                    | -7                   | 23       | -19    |
| F. Rolando    | 9        | 0        | 1                    | 0                    | 10       | 0      |
| C. Sale       | 3        | 0        | 5                    | 0                    | 8        | 0      |
| M. Scannerini | 34       | 0        | 6                    | 0                    | 40       | 0      |
| Scarcia       | 1        | 0        | -                    | -                    | 1        | 0      |
| C. Tori       | 7        | 0        | 2                    | 0                    | 9        | 0      |
| D. Tumelero   | 33       | 0        | 6                    | 0                    | 39       | 0      |
| A. Turini     | 24       | 4        | 6                    | 0                    | 30       | 4      |
| E. Vianello   | 31       | 0        | 4                    | 0                    | 35       | 0      |
| O. Zorzetto   | 32       | 1        | 6                    | 0                    | 38       | 1      |